# Darguner Brauerei
 (avril 2021).
Si vous disposez d'ouvrages ou d'articles de référence ou si vous connaissez des sites web de qualité traitant du thème abordé ici, merci de compléter l'article en donnant les références utiles à sa vérifiabilité et en les liant à la section « Notes et références ».
Darguner Brauerei est une brasserie à Dargun.

## Histoire
L'abbaye de Dargun, fondée XIIe siècle, obtient le droit de brassage.
Le 29 mai 1991, la brasserie est créée sous le nom de Darguner Klosterbrauerei. En raison d'un différend, elle devient simplement le 17 mars 1998 Darguner Brauerei.
Depuis octobre 2000, elle est également une usine de production d'eau minérale et de boissons non alcoolisées.

## Production
La brasserie est une filiale de la brasserie danoise Harboes Bryggeri. Elle produit chaque année environ 1,5 million d'hectolitres de bière et 1,5 million d'hectolitres de boissons non alcoolisées. Les produits sont vendus en Allemagne généralement par différentes chaînes de vente au détail (en particulier Netto) et à l'exportation dans 90 pays.
La gamme comprend des produits de différentes catégories : de la bière, des boissons énergétiques et gazeuses, des boissons aux fruits et de l'eau. Une partie essentielle est les boissons gazeuses de la marque Harboe qui n'est pas vendue en Allemagne.